# زاميا بوليفية
زاميا بوليفية (الاسم العلمي: Zamia boliviana) هو نوع من النباتات يتبع جنس الزاميا من الفصيلة الزامية.